# Guerre algéro-tunisienne de 1813
La guerre algéro-tunisienne de 1813 fait partie d'une série de conflits entre la régence d'Alger et la régence de Tunis.

## Contexte
Depuis la guerre navale de 1811, les relations diplomatiques entre Alger et Tunis sont perturbées par des préparatifs militaires et des hostilités près de leur frontière commune. Les deux camps maintiennent une présence militaire importante à proximité, notamment au Kef et à Constantine. Bien que l'idée d'un règlement pacifique soit accueillie favorablement par les deux nations, Alger impose le 24 juillet 1812 un blocus de 19 voiliers sur le port de La Goulette, situé au nord de Tunis. L'imposition de ce blocus est perçue comme une manifestation d'oppression contre le bey Hammouda Pacha. Le 10 août, l'amiral d'Alger chargé du blocus envoie une lettre du dey Hadj Ali dans laquelle il propose de signer un traité de paix définitif, à condition que la régence de Tunis reconnaisse la suzeraineté d'Alger. Bien que la proposition soit rejetée, Hammouda, qui désire la paix entre les deux États, fait envoyer une cargaison d'huile au dey pour les mosquées d'Alger.
Les navires algériens, toujours en position de blocus, ne mènent aucune action agressive durant quelques jours. Pendant ce temps, les défenses du port sont renforcées et mises en état d'alerte. L'armée tunisienne a également renforcé sa défense au Kef et dans ses environs. La fortification de la frontière est une initiative du grand vizir tunisien, Youssef Saheb Ettabaâ, qui vient de prendre le commandement de l'armée,. De l'autre côté de la frontière, à Constantine, le bey de Constantine, Mohammed-Nàman-Bey, rassemble également une grande quantité de munitions et de troupes dans la ville. Cela s'avère inutile, car les Algériens lancent finalement l'offensive à La Goulette.

## Déroulement
Le 23 juillet 1813, la marine algérienne renforce ses forces au port de La Goulette, rassemblant 54 chebecs et 25 canonnières. Les forces algériennes parviennent à infliger d'importants dégâts au fort, mais sont contraintes de se replier vers Alger le 4 août après avoir subi de lourdes pertes. Cela mène à une invasion surprise du beylik de Constantine.
Quelques jours plus tard, Youssef lance une invasion de la province, mais est repoussé par Nàman, qui parvient à rassembler suffisamment de troupes pour refouler les Tunisiens de l'autre côté de la frontière. Les deux régences souffrent de terribles crises économiques, mobilisant toutes leurs ressources. Cependant, les Tunisiens redoutent une réimposition du blocus ou une nouvelle invasion du Kef la saison suivante. Cela conduit à la construction de 60 canonnières supplémentaires. Du côté tunisien, Youssef parvient néanmoins à former une grande armée au Kef, comptant plus de 40 000 soldats prêts pour une seconde invasion.
La guerre prend finalement fin en décembre 1813, lorsque Hammouda Pacha accepte la paix, avant de mourir le 15 septembre 1814.

## Conséquences
- Statu quo territorial : aucun changement majeur n'est enregistré sur le plan territorial.
- Renforcement de l'autonomie tunisienne : Hammouda Pacha renforce son autorité intérieure, ce qui permet à la régence de Tunis de consolider sa position face à Alger.
- Affaiblissement de l'influence algérienne : ce conflit marque une étape supplémentaire dans le recul de l'influence algérienne sur ses voisins orientaux.